# Нисан 350Z
„Нисан 350Z“ (Nissan 350Z) е модел спортни автомобили (сегмент S) произвеждан от японската компания „Нисан“ в заводите в Йокосука и Точиги.
Нисан 350Z е пето поколение автомобили от легендарната серия Z, която започва с „Датсун 240Z“ през 1969 година.

## История на създаването
След като „Нисан“ спира от продажба на американския пазар модела „300ZX“ през 1996 година, ръководството на компанията планира неговото място да заеме новосъздаденият модел „240Z“, проектиран от северноамериканското дизайнерско бюро на „Нисан“ в свободното им от основната работа време. Концептуалният модел е представен през 1998 година, и е показан пред журналисти и дилъри на „Нисан“.
Ютака Катаяма, известен като „Бащата на Z-серията“, показва рисунки на концепта пред публика, когато получава награда в областта на двигателостроенето. Обликът на новия „240Z“ не е одобрен от дизайнера на оригиналния „240Z“ Есихико Мацуо, който го сравнява с моделите „Блубърд“ и „Леопард“. Освен това двигателят, който е планиран да има мощност 200 к.с., с обем 2.4 л, е с недостатъчно мощност за съвременна спортна кола.
Измененият модел, известен като „Z Concept“, е показан на автомобилното изложение в Детройт две години по-късно. Колата претърпява изменения в дизайна, и става възможно да бъде поставен много по-мощен, 6 цилинров, V-образен двигател VQ35DE с обем 3,5 литра. От обема на двигателя идва името на модела – 350Z.